# 테이큰 2
《테이큰 2》(Taken 2)는 2012년 개봉한 프랑스의 액션 스릴러 영화이자 2008년작 《테이큰》의 속편이다.

## 줄거리
사설보안업체 직원인 브라이언 밀스(리엄 니슨 분)은 해외VIP 경호를 위한 출장차 터키의 이스탄불을 3일 일정으로 찾게 되며, 거기서 여행차 이스탄불을 찾은 전 부인 레노어(팜커 얀선 분)와 딸 킴(매기 그레이스 분)과 현지에서 합류하게 된다. 그러나, 전작 테이큰에서 브라이언이 딸 킴을 찾기 위해 혈투를 벌이던 중, 아들을 잃은 알바니아 트로포야출신 인신매매범의 우두머리들이 이들을 노리면서 사건이 시작된다. 인신매매범 일당은 시가지 여행을 위해 호텔을 나선 브라이언 부부를 먼저 납치하고, 호텔에 남아있던 딸 킴은 가까스로 위기를 모면하면서 이들이 납치된 곳을 찾아 나선다. 킴의 도움으로 브라이언은 탈출에 성공하였으나 그 사이에 혼자 남겨져 다시 그들의 은신처로 끌려간 부인 레노어를 구하기 위해 이스탄불 시가에서 총격전과 자동차추격전 등을 펼치며 딸을 이스탄불 주재 미국대사관에 피신시켜놓고, 브라이언은 홀로 기억을 더듬어가며 다시 그들의 은신처를 찾아나선 끝에 부인을 구출하는 데 성공해서 모두 함께 다시 집이 있는 미국 로스앤젤레스로 귀환한다.

## 개봉일자
이 영화는 세계최초로 한국에서 9월 27일에 개봉하였으며, 미국에서는 10월 5일에 개봉한다.

## 캐스트
- 리엄 니슨 - 브라이언 밀스
- 매기 그레이스 - 킴 밀스
- 팜커 얀선 - 리노어
- 릴런드 오서 - 샘
- 라데 세르베지아 - 무라드
- 루크 그라임스